# Galumna nuda
Galumna nuda är en kvalsterart som beskrevs av Engelbrecht 1972. Galumna nuda ingår i släktet Galumna och familjen Galumnidae. Inga underarter finns listade i Catalogue of Life.